# Awalonia

Rekonstrukcja konfiguracji Awalonii w ordowiku: 4 oznacza jej część zachodnią, a 5 wschodnią. 1 to Laurencja, 2 to Bałtyka, 3 to ocean Prototetydy. Użyte zostały dwuliterowe skróty nazw państw, stanów i prowincji, których części obejmuje ta mapa.

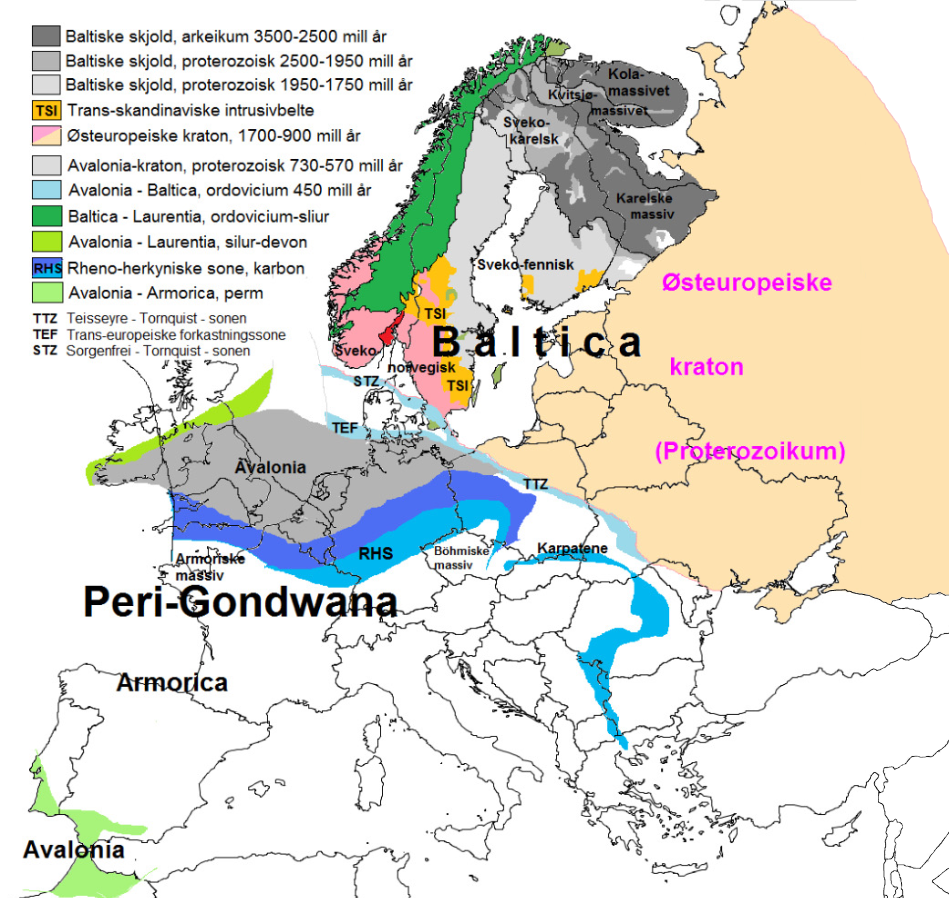
Geologia Europy: fragmenty Awalonii zaznaczone na szaro i jasnozielono

Awalonia – terran, będący oddzielnym mikrokontynentem w paleozoiku, którego częściami współcześnie są północne Niemcy, Wyspy Brytyjskie i północnoamerykańska Nowa Anglia. 
Awalonia oderwała się od Gondwany na przełomie kambru i ordowiku i stanowiła samodzielny mikrokontynent do czasu kolizji z Bałtyką pod koniec ordowiku. Zderzenie to zapoczątkowało wczesnokaledońskie ruchy górotwórcze (faza takońska).